# Abdala
Abdala, technický název CIGB-66, je vakcína proti nemoci covid-19 vyvinutá Centrem pro genetické inženýrství a biotechnologie na Kubě. Tato kandidátní vakcína, pojmenovaná po vlasteneckém dramatu kubánského hrdiny nezávislosti José Martího, je proteinová podjednotková vakcína obsahující proteiny odvozené od COVIDu, které spouštějí imunitní odpověď. Úplné výsledky klinické studie dosud nebyly zveřejněny. Tato kandidátní vakcína je následovníkem předchozí kandidátní vakcíny pojmenované CIGB-669 (MAMBISA).
Vakcína je jednou ze dvou vakcín proti covidu-19 vyvinutých na Kubě, která prošla fázemi III klinických testů a získala povolení k nouzovému použití.

## Lékařské použití
Vakcína je podávána ve 3 dávkách s odstupem 2 týdnů.

### Účinnost
Dne 22. června 2021 oficiální zdroje kubánské vlády oznámily, že výsledky počáteční studie Kubánského centra pro genetické inženýrství a biotechnologie zahrnující 48 290 účastníků vykazují 92,28% míru účinnosti při prevenci symptomatického průběhu nemoci COVID-19. Zpráva uvádí interval spolehlivosti 85,74–95,817% bez specifikované úrovně spolehlivosti. Analýza byla založena na 153 případech symptomatického COVIDU, z nichž 142 bylo ve skupině s placebem a 11 z nich bylo v přibližně stejně očkované skupině.
Míra účinnosti zahrnuje počáteční kmen SARS-COV-2 a také varianty, které byly přítomny na Kubě během studie, včetně kmenů Alpha, Beta a Gamma. Beta varianta vstoupila na Kubu v lednu 2021 a stala se na Kubě převládajícím kmenem což podnítilo nárůst případů onemocnění COVID-19.
Ke dni 28. června 2021 Kuba dosud nezveřejnila podrobné informace o vakcíně WHO ani široké veřejnosti prostřednictvím předtisku nebo vědeckého článku. Plánuje se tak učinit poté, co Kubánská zdravotní agentura (CECMED) povolí vakcínu pro nouzové použití.

## Výroba
Venezuela tvrdila, že vakcínu vyrobí, ale k 2. květnu 2021 se toto tvrzení ještě nenaplnilo. Státní EspromedBIO vakcínu vyrobí, ale k zahájení výroby jsou potřeba určitá opatření. V dubnu Nicolás Maduro řekl, že kapacita 2 milionů dávek měsíčně by měla být dosažena do srpna nebo září 2021. V červnu 2021 vietnamské ministerstvo zdravotnictví oznámilo, že probíhají jednání mezi Kubou a Vietnamem o výrobě vakcíny Abdala. Ústav vakcín a lékařské biologie (IVAC) byl jmenován ústředním bodem pro zavádění technologií k výrobě.

## Historie

### Klinické testy
V červenci 2020 Abdala zahájila fázi I/II klinických testů.
Klinická studie fáze III srovnává 3 dávky vakcíny podané ve dnech 0, 14 a 28 s placebem, přičemž primární výsledek měří podíl případů hlášených pro každou skupinu 14 dní po třetí dávce. Klinické testy byly zaregistrovány dne 18. března 2021. První dávka byla podána 22. března a 48 000 účastníků dostalo svou první dávku do 4. dubna. Druhé dávky se začaly podávat 5. dubna. Třetí dávky pak 19. dubna. A k 1. květnu obdrželo třetí dávku přes 97% účastníků.
V červenci 2021 Abdala zahájila fázi klinického testování I/II pro děti a dospívající ve věku 3–18 let.

#### Experimentální studie
124 000 lidí ve věku 19 až 80 let dostalo 3 dávky vakcíny v rámci intervenční studie, přičemž primární výsledek měří podíl případů a úmrtí u očkovaných ve srovnání s neočkovanou populací. 
V květnu 2021 měla začít širší intervenční studie s 1,7 miliony obyvatel Havany vakcín Abdala aSoberana 2.

### Povolení
Dne 9. července 2021 byla vakcína Abdala schválena k nouzovému použití na Kubě.
Dne 18. září 2021 bylo Abdala schváleno povolení k nouzovému použití ve Vietnamu.

## Ekonomika
Dne 24. června 2021 viceprezidentka Venezuely Delcy Rodríguezová oznámila, že Venezuela podepsala smlouvu na 12 milionů dávek vakcíny a že tyto dávky mají dorazit v „nadcházejících měsících“. První zásilka Abdala dorazila do Venezuely den po tomto oznámení.
Dne 20. září 2021 vydala vietnamská vláda usnesení o nákupu 10 milionů dávek vakcíny Abdala.